# Muvayad Arlat
Muvayad Arlat (+ vers 1380) fou un amir dels turcomongols Arlat de Transoxiana, cunyat de Tamerlà (casat amb la seva germana Shirin Beg Agha) i fidel personal seu.

## Família
Amb la germana de Tamerlà va tenir al menys una filla, Sevinj Kuthlug, que es va casar amb Pir Muhammad Kart, fill del darrer malik kart d'Herat Ghiyath al-Din Pir Ali; i al menys un fill, Ali ibn Muvayad, pare de Jahan Sultan i sogre de Khalil Sultan ibn Miran Shah.

## Carrera militar
Muvayad va destacar per primera vegada el 1364 quan Tamerlà va posar a les seves ordres i a les de Musa Taychi'ut (el més capacitat dels lloctinents d'Amir Husayn) 500 homes, amb l'encàrrec de defensar el campament i el pont de pedra del riu Jihun; Tamerlà mateix amb la resta de les seves forces (.1500 homes), va travessar el riu més amunt. La presència de Muvayad i Musa al pont va enganyar als mogols i van ser derrotats per les forces que havien creuat d'amagat.
El 1366 fou un dels amirs que va jurar lleialtat a Tamerlà damunt de l'Alcorà quan Amir Husayn va iniciar l'atac a Karshi. Quan Musa Taychi'ut va ocupar Karshi, Muvayad Arlat i Dilavur Bahadur (casats amb dues germanes de Tamerlà) van aconsellar al seu cunyat Tamerlà atacar aquesta ciutat (juntament amb altres amirs com Tuvukkel Bahadur i Jaku Barles i el príncep Surugtumush Aghlan). Després de conquerir Karshi, Tamerlà va quedar assetjat allí per les forces de Husayn, i va fer diverses sortides, alguna de les quals va anar comandada per Muvayad.
Quan el 1368 es va fer un acord de pau, Husayn va tractar d'imposar un rol de subordinat a Tamerlà que aquest no acceptava; Husayn va portar a algunes persones relacionades amb Timur cap a Balkh i va fer buscar a Shirin Beg Agha, la germana de Timur i esposa de Muvayad Arlat que estant borratxo havia matat a un dels fidels de Husayn. Timur va considerar tot això com a provocacions i tenint en compte el gran nombre d'amirs que no estaven satisfets amb Husayn, va decidir que era hora d'una oposició total.
Va participar activament en la primera expedició a Coràsmia el 1371 i en la de Mogolistan el 1376, on fou un dels tres comandants de l'avantguarda.
El 1382 el seu fill Ali va participar en els atacs a la fortalesa de Kalat al Khurasan. El propi Muwayad ja no torna a ser esmentat, el que fa suposar que hauria mort vers 1380.